# LIN9
LIN9‏ (Lin-9 DREAM MuvB core complex component) هوَ بروتين يُشَفر بواسطة جين LIN9 في الإنسان.